# Wilhelm Schmid (Philosoph)

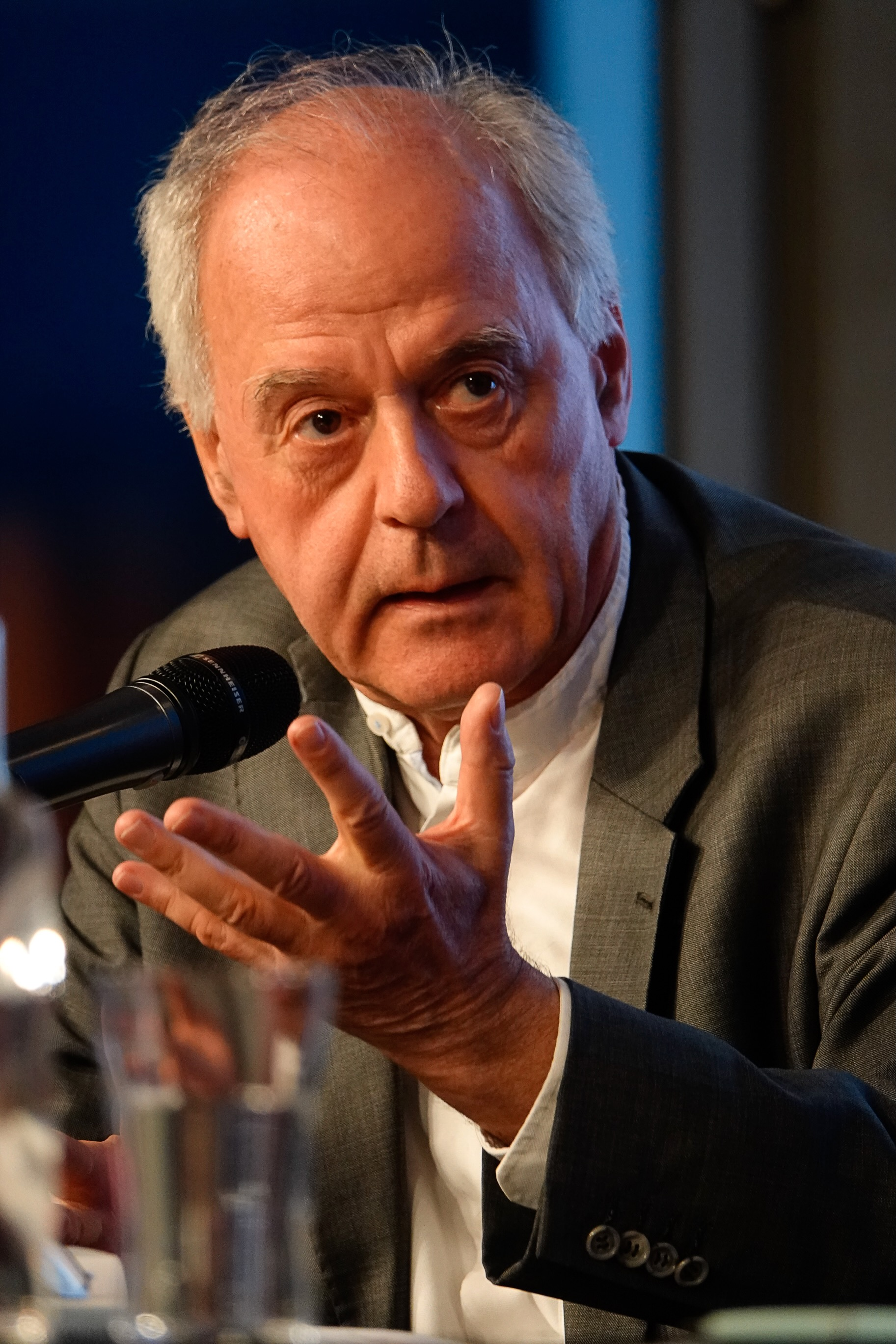
Wilhelm Schmid beim Münchner Literaturfest 2025

Wilhelm Schmid (* 26. April 1953 in Billenhausen (heute Krumbach/Bayerisch-Schwaben)) ist ein deutscher Philosoph mit dem Schwerpunkt auf dem Gebiet der Lebenskunstphilosophie.

## Leben und Wirken
Schmid ist der Sohn eines Landwirts und hat fünf Geschwister. Nach einer Lehre als Schriftsetzer und vier Jahren bei der Bundeswehr holte Schmid 1980 am Bayernkolleg Augsburg das Abitur nach. In Augsburg schloss er sich der 1969 gegründeten Künstlergruppe „Der Kreis“ an, deren Spiritus rector der Grafiker, Drucker und Schriftsteller Michael Tonfeld war. Von 1977 bis 1980 war Schmid Vorsitzender der Augsburger Jungdemokraten, der damaligen Jugendorganisation der FDP. 1980 begann er ein Studium der Philosophie und Geschichte an der Freien Universität Berlin, der Pariser Sorbonne und der Universität Tübingen, das er 1991 mit einer Doktorarbeit über Michel Foucault abschloss. In Berlin war er Mitbegründer des seither bestehenden philosophischen Gesprächskreises „Momo“.
Schmid übernahm Lehraufträge an der Universität Leipzig (1990–1991), der Technischen Universität Berlin (1991–1992), der Pädagogischen Hochschule Erfurt (1993–1999) und der Universität Jena (1999–2000). In Erfurt habilitierte er sich im Jahr 1997 mit seiner Arbeit „Grundlegung zu einer Philosophie der Lebenskunst“. 2004 erfolgte die Ernennung zum außerplanmäßigen Professor an der Universität Erfurt, wo er bis zur Altersgrenze unterrichtete. Gastdozent (DAAD-Kurzzeitdozenturen) war er an der Universität Lettlands in Riga und an der Staatlichen Universität Tiflis (Georgien). Von 1998 bis 2007 arbeitete er regelmäßig als „philosophischer Seelsorger“ am Spital Affoltern am Albis bei Zürich. Seine Bücher erreichten bis 2018 eine Gesamtauflage von etwa 1,5 Millionen Exemplaren und wurden in zahlreiche Sprachen übersetzt. Er hält international Vorträge und war als Gast und Vortragender im Radio, zum Beispiel bei SRF, SWR2, BR und Deutschlandfunk, und mehrfach als Experte in der Talkshow Nachtcafé zu Gast. Schmid ist nach eigenen Angaben bei einer AfD-Veranstaltung aufgetreten und würde es wieder tun. Es sei nicht gut für den Zusammenhalt der Gesellschaft, die AfD auszuschließen. Auch mit AfD-Mitgliedern ließen sich Gemeinsamkeiten finden.
Schmids Schwerpunkt ist die Philosophie der Lebenskunst. In diesem Rahmen setzt er sich mit der menschlichen Suche nach Sinn und verschiedenen Themen wie Glück und Unglücklichsein, Liebe und Gelassenheit auseinander. Da es in der Moderne laut Schmid keine Vorgaben durch Traditionen mehr gibt, sollen die Menschen die passende Lebensform jeweils selbst wählen. Dazu schlägt er 55 Beispiele vor, unter anderem die exzessive Existenz, die erotische Existenz, die normale Existenz und die delinquente Existenz.
Schmid vertritt die These, dass verstorbene Menschen als Energie weiter leben würden. So spreche er weiterhin mit seiner verstorbenen Frau. Auch begleite seine Frau ihn nach ihrem Tod auf Reisen und sei bei einer Sicherheitsschleuse am Flughafen auch anderen Menschen aufgefallen. Den Todeszeitpunkt 19.19 Uhr habe seine Frau gewählt, um weiter mit ihm kommunizieren zu können.
Als Begründung für die energetische Sichtweise nennt er in seinem Buch Den Tod überleben (2024) auf Seite 18 den Energieerhaltungssatz der Physik, der auch auf das menschliche Leben angewendet werden könne: „Biologie beruht auf Chemie, diese wiederum auf Physik.“
Schmid lebt in Berlin, ist verwitwet und hat vier Kinder.

## Kritik
Der Philosoph Jens Marxen kritisiert Schmids Konzept der Lebenskunst. Schmids Behauptung, wonach wir zwischen verschiedenen Lebensformen beliebig wählen könnten, scheitert laut Marxen an der Tatsache, „dass wir aufgrund unserer Biographie immer etwas Bestimmtes“ seien. Schmid lasse sich vom Konzept der Autonomie bei Immanuel Kant zu der falschen Annahme verleiten, der moderne Mensch könne sein Leben vollkommen frei gestalten. Helmut Mauró kritisiert in einer Rezension zu Schmids Buch Schaukeln dessen „solipsistisches Weltbild“. Dieses führe in eine Welt unglücklicher Egomanen, da in Schmids Philosophie alles auf sich selbst und den eigenen Zustand bezogen werde.
Dieser Auffassung stehen allerdings zahlreiche Passagen im Werk Schmids entgegen, etwa im Buch Die Suche nach Zusammenhalt (2025) auf Seite 10, wo Schmid ausformuliert, dass „die Selbstverwirklichung unvollständig ohne Beziehungsverwirklichung“ sei. Er spricht in diesem Zusammenhang von einer Autonomie, die zur Ideologie geworden sei, die dem Ich selbst, erst recht dem Zusammenleben schadet. 
In einer Rezension von Burkhard Müller zu seinem Buch "Heimat finden" in der SZ wird Schmid als ein "letztlich allzu bequemer Denker, der immer wieder auch vor Klischees und Banalitäten nicht zurückschreckt" bezeichnet. Der "misslungene Heimat-Führer" sei selbstzufrieden und Schmid stelle darin immer sein eigenes Behagen ins Zentrum.

## Ehrungen
- 2012: Meckatzer-Philosophiepreis[23]
- 2013: Preis der Dr. Margrit Egnér-Stiftung[24]

## Zitate
- „Die reflektierte Lebenskunst setzt an bei der Sorge des Selbst um sich, die zunächst ängstlicher Natur sein kann, unter philosophischer Anleitung jedoch zu einer klugen, vorausschauenden Sorge wird, die das Selbst nicht nur auf sich, sondern ebenso auf Andere und die Gesellschaft bezieht.“ (Grundlegung, 1998, S. 51)
- „Die möglichst weit gehende Verfügung des Selbst über sich und sein Leben im Sinne der Selbstmächtigkeit (Autarkie), und die dafür erforderliche Arbeit des Selbst an sich zur Veränderung und Festigung seiner selbst (Askese) repräsentieren das kynische Element der reflektierten Lebenskunst und führen zum modernen Gedanken der Autonomie.“ (Grundlegung, 1998, S. 51f)
- „Gestalte dein Leben so, dass es bejahenswert ist“. (Schönes Leben?, 2005, S. 178)

## Veröffentlichungen (Auswahl)
- Die Geburt der Philosophie im Garten der Lüste. Michel Foucaults Archäologie des platonischen Eros. Athenäum, Frankfurt am Main 1987, ISBN 3-610-09200-9. Neuauflage: Suhrkamp, Frankfurt am Main 2000, ISBN 3-518-39715-X.
- Wege zu Edgar Degas. Herausgegeben von W.S., Matthes & Seitz, München 1988, ISBN 3-88221-236-5.
- Auf der Suche nach einer neuen Lebenskunst. Die Frage nach dem Grund und die Neubegründung der Ethik bei Foucault. Suhrkamp, Frankfurt am Main 1991, ISBN 3-518-58082-5. Neuauflage: Suhrkamp, Frankfurt am Main 2000, ISBN 3-518-29087-8.
- Denken und Existenz bei Michel Foucault. Herausgegeben von W.S., Edition Suhrkamp, Frankfurt am Main 1991, ISBN 3-518-11657-6.
- Nach der Postmoderne. Herausgegeben von Andreas Steffens, Christine Pries und W.S., Bollmann, Düsseldorf 1992, ISBN 3-927901-21-0.
- Was geht uns Deutschland an? Ein Essay. Edition Suhrkamp, Frankfurt am Main 1993, ISBN 3-518-11882-X.
- Philosophie der Lebenskunst. Eine Grundlegung. Suhrkamp-TB Wissenschaft 1385, Frankfurt am Main 1998, ISBN 3-518-28985-3.
- Schönes Leben? Einführung in die Lebenskunst. Suhrkamp, Frankfurt am Main 2000, ISBN 3-518-41207-8. Neuauflage: Suhrkamp Taschenbuch, Frankfurt am Main 2005, ISBN 978-3-518-45664-4. Neuausgabe 2017, ISBN 978-3-518-46796-1.
- mit Volker Caysa: Reinhold Messners Philosophie. Sinn machen in einer Welt ohne Sinn. Edition Suhrkamp, Band 2242, Frankfurt am Main 2002. 3. Auflage 2005, ISBN 978-3-518-12242-6.
- Mit sich selbst befreundet sein. Von der Lebenskunst im Umgang mit sich selbst. In: Bibliothek der Lebenskunst. Suhrkamp, Frankfurt am Main 2004, ISBN 978-3-518-41656-3. Neuauflage: Suhrkamp Taschenbuch, Frankfurt am Main 2007, ISBN 978-3-518-45882-2.
- Leben und Lebenskunst am Beginn des 21. Jahrhunderts. Fink, Paderborn, München 2005, ISBN 978-3-7705-3955-0.
- Die Kunst der Balance. 100 Facetten der Lebenskunst. Insel-Taschenbuch 3120, Frankfurt am Main, Leipzig 2005, ISBN 978-3-458-34820-7.
- Die Fülle des Lebens. 100 Fragmente des Glücks. Insel-Taschenbuch 3199, Frankfurt am Main, Leipzig 2006, ISBN 978-3-458-34899-3.
- Glück. Alles, was Sie darüber wissen müssen, und warum es nicht das Wichtigste im Leben ist. Insel, Frankfurt am Main, Leipzig 2007, ISBN 3-458-17373-0.
- Ökologische Lebenskunst. Was jeder Einzelne für das Leben auf dem Planeten tun kann. Suhrkamp, Frankfurt am Main 2008, ISBN 978-3-518-46034-4.
- Die Liebe neu erfinden. Von der Lebenskunst im Umgang mit Anderen. Suhrkamp, Berlin 2010, ISBN 978-3-518-42203-8.
- Liebe. Warum sie so schwierig ist und wie sie dennoch gelingt. Insel, Berlin 2011, ISBN 978-3-458-17520-9.
- Unglücklich sein. Eine Ermutigung. Insel, Frankfurt am Main, Leipzig 2012, ISBN 978-3-458-17559-9.
- Dem Leben Sinn geben. Von der Lebenskunst im Umgang mit Anderen und der Welt. Suhrkamp, Berlin 2013, ISBN 978-3-518-42373-8. Neuauflage: Suhrkamp Taschenbuch, Berlin 2014, ISBN 978-3-518-46570-7.[25]
- Gelassenheit. Was wir gewinnen, wenn wir älter werden. Insel, Berlin 2014, ISBN 978-3-458-17600-8.
- Vom Glück der Freundschaft. Insel, Berlin 2014, ISBN 978-3-458-20505-0
- Sexout. Und die Kunst, neu anzufangen. Insel, Berlin 2015, ISBN 978-3-458-17646-6.
- Vom Nutzen der Feindschaft. Insel, Berlin 2015, ISBN 978-3-458-20509-8 (IB 2509).
- Das Leben verstehen. Von den Erfahrungen eines philosophischen Seelsorgers. Suhrkamp, Berlin 2016, ISBN 978-3-518-42569-5.
- Von den Freuden der Eltern und Großeltern. Insel, Berlin 2016, ISBN 978-3-458-20513-5 (IB 2513).
- Vom Schenken und Beschenktwerden. Insel, Berlin 2017, ISBN 978-3-458-20517-3.
- Selbstfreundschaft. Wie das Leben leichter wird. Insel, Berlin 2018, ISBN 978-3-458-17750-0.
- Von der Kraft der Berührung. Insel, Berlin 2019, ISBN 978-3-458-20522-7.
- Heimat finden. Vom Leben in einer ungewissen Welt. Suhrkamp Verlag, Berlin 2021, ISBN 978-3-518-42978-5.
- Den Tod überleben. Vom Umgang mit dem Unfassbaren. Insel Verlag, Berlin 2024, ISBN 978-3-458-64423-1.
- Die Suche nach Zusammenhalt. Ich und Wir: Vom schönen und schwierigen Leben in Gesellschaft. Suhrkamp Verlag, Berlin 2025, ISBN 978-3-518-43236-5.